# 安部瞬
安部 瞬（あべ しゅん、1998年9月17日 - ）は、日本の声優、俳優。鳥取県出身。アリア・エンターテインメント芸能部S所属。

## 略歴・人物
2019年1月、Elements Garden、AGEHA promotion、SACRA MUSICが合同で開催したオーディション「MEN’S VOICE ACTOR TRY OUT !!! vol.01」でファイナリストに選ばれ、同年4月から株式会社Sで声優・演技のレッスンを受け始めた。
2021年2月、株式会社SのタレントブランドAGEHA promotionに正式に所属となった。
趣味はイラストを描くこと、ダンス。特技は映像制作・編集で、自らのYouTubeチャンネルでは自身でMV制作なども行っている。

## 出演
太字はメインキャラクター。

### テレビアニメ
- テクノロイド オーバーマインド（2023年、客[5]）
- クラシック★スターズ（2025年、ショパン[6][7]）

### 吹き替え
- サマー・シャーク・アタック(男１)
- ノルマンディー上陸阻止作戦(ロバーツ)

### ゲーム
- ファンポップリズムステージ～Aim for the ♡～(星来ザクロ)[8]

### その他声優活動
- KADOKAWAライブコンテンツ『BAD TOWN REVERSAL』(古賀伊月)[9]
- A&G ARTIST ZONE THE CATCH『BAD TOWN REVERSALのザキャッチ』（2023年4月6日 - 9月28日、木曜パーソナリティー）

### 舞台
- 演戯「ヴィジュアルプリズン」-月世饗宴-（2022年4月8日 - 17日、ヴーヴ・エリザベス）[10]
- ジュエルステージ「オンエア！」（2022年6月3日 - 12日、冠嵐真）[11]
- ミラクル☆ステージ「サンリオ男子」〜KIRAKIRA KANSAI PARADE #世界クロミ化計画〜（2023年3月24日 - 4月2日、紫崎怜生）[12]
- ジュエルステージ「オンエア！」Unit Stories M×R×E（2023年7月15日 - 8月6日、冠嵐真）[13]
- ミラクル☆ステージ「サンリオ男子」〜One More Time〜（2023年11月10日 - 19日、紫崎怜生）[14]
- NONE FACTORY 第一回本公演『メリークリスマス』（2023年12月24日、日替わりゲスト：サンタクロース）[15]
- 舞台「志立彩色学園アイドル科」（2024年2月21日 - 25日、二藤晃黄）[16]
- 舞台「少年秘密倶楽部［壱］〜箱庭の自由〜」（2024年7月3日 - 7日、カラン）
- 劇団バルスキッチン 第36回公演 第36回池袋演劇祭参加作品[注釈 1]『商店街グランドリオン』（2024年9月11日 - 16日、主演：勇者クロヌ）[18]
- 舞台「志立彩色学園アイドル科」（2025年2月11日 - 16日、綾瀬彩斗）[19]
- キョクアジサシ 第1回公演『メルクーリオ』（2025年3月26日 - 30日、主演：星宇）[20]
- 劇団バルスキッチン 第40回公演『どぎまぎメモリアル』（2025年4月23日 - 29日、大道寺信宏）[21]
- 劇団バルスキッチン 第42回公演『七夕スターダスト』（2025年7月9日 - 13日、彦星）[22]
- 劇団バルスキッチン 第43回公演『商店街グランドリオン』（2025年9月4日・5日〈予定〉、ゲスト）[23]

### 朗読劇
- ゆめかばLABO第3回公演『ゴーストアイデンティティー』(2023年、平沼幹生)
- ゆめかばLABO第4回公演『ロミオとジュリエットの落としもの』(2023年、海堂陸)[24]
- 朗読劇『怪人二十面相』（2024年、小林芳雄）

### ドラマ
- TBS火曜ドラマ『プロミス・シンデレラ』(学生EX)
- NHK土曜ドラマ『やさしい猫』(若者)
- WOWOW『フィクサー Season2』(矢崎晃)
- CX『忍者に結婚は難しい』(大学生)
- NTV 『ブラッシュアップライフ』(助監督)
- 映画『笑いのカイブツ』(観客)

### その他
- ABEMA BOATRACE CRUISE『六本木フレンドパーク』#13
- PLUS音チャンネル『安部瞬のトリセツ！』
- 世界一受けたい授業(V.O)

## ディスコグラフィ

### キャラクターソング
| 発売日         | 商品名                                   | 歌                 | 楽曲                                          | 備考                                                  |
| -------------- | ---------------------------------------- | ------------------ | --------------------------------------------- | ----------------------------------------------------- |
| 2025年5月21日  | BEYOND★CLASSIC                           | Gran★MyStar        | 「BEYOND★CLASSIC」                            | テレビアニメ『クラシック★スターズ』エンディングテーマ |
| 2025年5月21日  | BEYOND★CLASSIC                           | ショパン（安部瞬） | 「進化のエチュード」                          | テレビアニメ『クラシック★スターズ』挿入歌             |
| 2025年10月22日 | クラシック★スターズ character song album | ショパン（安部瞬） | 「Not a Marionette」                          | テレビアニメ『クラシック★スターズ』挿入歌             |
| 2025年10月22日 | クラシック★スターズ character song album | Gran★MyStar        | 「グラン★プロローグ」 「交響曲★STARS MELODY」 | テレビアニメ『クラシック★スターズ』挿入歌             |